# Ze'ev Herzog
Ze'ev Herzog (nascut el 1941) és un arqueòleg israelià, professor d'arqueologia en el Departament d'Arqueologia i Cultures de l'Antic Pròxim Orient, de la Universitat de Tel-Aviv. Ze'ev Herzog és el director del Sonia and Marco Nadler Institute of Archaeology des de l'any 2005.
Herzog va participar en les excavacions de Tel Hazor i Tel Meguidó amb Yigael ladin, i en les excavacions de Tel Arad i Tel Beer Sheva amb Yohana Aharoni.
Herzog va dirigir les excavacions a Tel Beer Sheba, de Tel Michal i Tel Gerisa i el 1997 iniciar un projecte de noves exploracions a tel Yafo (antiga Jaffa).
El professor Herzog també és l'assessor arqueològic de la Protectora de Parcs Naturals i Nacionals d'Israel en la preservació i el desenvolupament dels Parcs Nacionals en Arad i Beer Sheba.
Està especialitzat en arqueologia social, arquitectura antiga i arqueologia de camp.

## Teories
El 1999, quan ell era professor de la Universitat de Tel-Aviv, va anunciar algunes de les seves conclusions: "Els israelites no van estar mai a Egipte, ni van romandre perduts pel desert, no van guanyar la terra promesa amb una conquesta militar."
També afirma que: "El déu jueu tenia una dona, la deessa Ashera."
Y en contra de l'opinió jueva general, Herzog conclou que el regne de David i Salomó van ser petits regnes tribals.
Herzog presenta proves que el judaisme no va ser mai monoteista abans de l'any 600 aC. La qual cosa és una veritable blasfèmia contra la tradició de Moisès, que s'afirma va viure el 1200 aC.

## Publicacions
Herzog és autor de nombrosos llibres i articles. Entre els més importants podem destacar:
- Beer-Sheba II: The Early Iron Age Settlements (1984)
- Excavations at Tel Michal, Israel. (1989) ISBN 9780816616220
- Archaeology of the City: Urban Planning in Ancient Israel and Its Social Implications. (1997)[1] ISBN 9789654400060
- The Arad Fortresses 1997. [Hebrew].
- Redefining the centre: the emergence of state in Judah 2004